# Firus Bahor
Firus Bahor (eigentlich Firuz Hacıyeviç Əhmədov; gebräuchlicher Name tadschikisch Фирӯз Ҳоҷиевич Баҳор, Transkription Firus Hodschijewitsch Bahor; russisch Фируз Хаджиевич Бахор, Transkription Firus Chadschijewitsch Bachor; englisch auch Firouz Bakhor; geboren am 19. November 1942 in Duschanbe, damals Stalinabad, Tadschikische SSR, Sowjetunion) ist ein sowjetischer und tadschikischer Komponist, der seit Mitte der 1990er Jahre in Deutschland lebt.

## Leben
Firus Bahor wuchs in einer Familie auf, die von der Oper und vom Operngesang geprägt war. In Duschanbe erhielt er von 1959 bis 1963 ersten Unterricht im Fach Klavier von dem Armenier Rafael Daniilowitsch Airapetjanz (1930–1997). Anschließend ging er nach Moskau ans Gnessin-Institut, wo er von 1963 bis 1966 sein Klavierstudium fortsetzte. Parallel dazu nahm er privat Kompositionsunterricht, bei Juri Ter-Ossipow in Duschanbe, bei Eduard Aramowitsch Chagagortjan (1930–1983) in Moskau und bei Boris Kljusner in Iwanowo. Sein 1966 begonnenes Studium der Komposition am Konservatorium Taschkent schloss er 1971 ab.
Bereits ab 1967 war er im Lehrberuf tätig und unterrichtete bis 1971 an der Musikschule Taschkent. Von 1971 bis 1976 und von 1993 bis 1996 lehrte er am Pädagogischen Institut Duschanbe, der späteren, nach Mirso Tursunsoda benannten Universität. Ab 1976 wirkte er als Sekretär des tadschikischen Komponistenverbands.
In den Jahren 1986 bis 1996 wurde er als Komponist auch außerhalb von Duschanbe und der Tadschikischen SSR bekannt. Seine Werke wurden in Moskau, Kiew und Nowosibirsk, Bulgarien, ČSSR, Jugoslawien, Georgien sowie in Großbritannien, Frankreich und Italien aufgeführt.
1996 übersiedelte Bahor nach Deutschland. Er lebt in Berlin.

## Schaffen
Firus Bahors Werk umfasst die Ballette The Fair Duvalroni (1980) nach einer Liebesgeschichte von Amīr Chusrau Dehlavī und Makom of Love (1988), vier Sinfonien und weitere Orchesterwerke, ferner Kammer-, Vokal-, Chor- und Klaviermusik.
Zu seinen bekanntesten Werken zählte die Sinfonische Dichtung Marakanda, eine Passacaglia über ein tadschikisches Thema, gewidmet der 2500-Jahr-Feier der Stadt Samarkand. Die Komposition gilt als „das erste tadschikische Werk, das in der gesamten Sowjetunion und auch im Ausland mehrmals und mit Erfolg gespielt wurde“.
Stilistisch vereint Bahor die europäische Klassik mit der tadschikischen Musik, vor allem mit der Tradition der „sechs Maqame“, der Schaschmaqam. Dies schlägt sich etwa in seiner 3. Sinfonie (1980/1985) mit dem Titel Webern-Maqam nieder, in der Bahor serielle Musik im Sinne Anton Weberns mit der Schaschmaqam-Musik collagenartig verbindet. Ähnliche Verknüpfungen verschiedener stilistischer Traditionen finden sich in der 4. Sinfonie (1984/1988), benannt nach dem Maqam-Modus Busurg, in dem Präludien- und Fugenzyklus Drawings on Silk (1985) sowie im Klavierkonzert (2012).
Bahor schuf auch Werke im populären Bereich, u. a. rund 50 Lieder und Songs sowie Musik zu Theaterstücken wie Bernarda Albas Haus und Filmmusik. Zu seinen bekannteren Arbeiten fürs Kino zählen die Filmmusiken für Kto poedet v Truskavets (1977, Regie: Waleri Achadow), Segodnya i vsegda (1982) und Pozyvnye 'Vershina' (1984).